# Johanna Puff
Johanna Kristina Marie Puff (2 luglio 2002) è una biatleta tedesca.

## Biografia
Johanna Puff, attiva dalla stagione 2019-2020, ai Mondiali juniores di Soldier Hollow 2022 ha vinto la medaglia d'argento nella staffetta e a quelli di Šchuchinsk 2023 la medaglia d'oro nella staffetta e nella staffetta mista; ha esordito in Coppa del Mondo il 14 dicembre 2023 a Lenzerheide in sprint (61ª) e ai Campionati mondiali a Lenzerheide 2025, dove si è classificata 22ª nell'individuale. Ha conquistato il primo podio in Coppa del Mondo il 9 marzo 2025 a Nové Město na Moravě in staffetta (3ª); non ha preso parte a rassegne olimpiche.

## Palmarès

### Mondiali juniores
- 3 medaglie:
  - 2 ori (staffetta, staffetta mista a Šchuchinsk 2023)
  - 1 argento (staffetta a Soldier Hollow 2022)

### Coppa del Mondo
- Miglior piazzamento in classifica generale: 53ª nel 2024
- 1 podio (a squadre):
  - 1 terzo posto